# Diocesi di Bambari
La diocesi di Bambari (in latino Dioecesis Bambaritana) è una sede della Chiesa cattolica nella Repubblica Centrafricana suffraganea dell'arcidiocesi di Bangui. Nel 2022 contava 132.000 battezzati su 509.000 abitanti. È retta dal vescovo Richard Appora, O.P.

## Territorio
La diocesi comprende le prefetture di Haute-Kotto, Ouaka e Vakaga nella Repubblica Centrafricana.
Sede vescovile è la città di Bambari, dove si trova la cattedrale di San Giuseppe.
Il territorio si estende su 173.000 km² ed è suddiviso in 14 parrocchie.

## Storia
La diocesi è stata eretta il 18 dicembre 1965 con la bolla In vitae naturalis di papa Paolo VI, ricavandone il territorio dall'arcidiocesi di Bangui.

## Cronotassi dei vescovi
Si omettono i periodi di sede vacante non superiori ai 2 anni o non storicamente accertati.
- Michel Marie Joseph Maître, C.S.Sp. † (19 giugno 1981 - 29 febbraio 1996 deceduto)
- Jean-Claude Rembanga (29 febbraio 1996 succeduto - 6 novembre 2004 dimesso)
- Edouard Mathos † (6 novembre 2004 - 28 aprile 2017 deceduto)
- Richard Appora, O.P., succeduto il 28 aprile 2017

## Statistiche
La diocesi nel 2022 su una popolazione di 509.000 persone contava 132.000 battezzati, corrispondenti al 25,9% del totale.
| anno | popolazione | popolazione | popolazione | presbiteri | presbiteri | presbiteri | presbiteri                | diaconi | religiosi | religiosi | parrocchie |
| anno | battezzati  | totale      | %           | numero     | secolari   | regolari   | battezzati per presbitero | diaconi | uomini    | donne     | parrocchie |
| ---- | ----------- | ----------- | ----------- | ---------- | ---------- | ---------- | ------------------------- | ------- | --------- | --------- | ---------- |
| 1980 | 57.217      | 300.000     | 19,1        | 24         | 4          | 20         | 2.384                     | 1       | 25        | 33        | 13         |
| 1990 | 59.318      | 357.000     | 16,6        | 22         | 11         | 11         | 2.696                     |         | 11        | 30        | 14         |
| 1999 | 83.018      | 326.029     | 25,5        | 20         | 16         | 4          | 4.150                     |         | 5         | 24        | 13         |
| 2000 | 100.105     | 392.794     | 25,5        | 18         | 15         | 3          | 5.561                     |         | 4         | 24        | 13         |
| 2001 | 104.770     | 392.241     | 26,7        | 20         | 16         | 4          | 5.238                     |         | 5         | 23        | 13         |
| 2002 | 133.609     | 418.409     | 31,9        | 20         | 16         | 4          | 6.680                     |         | 5         | 24        | 13         |
| 2003 | 121.957     | 334.714     | 36,4        | 23         | 19         | 4          | 5.302                     |         | 6         | 22        | 13         |
| 2004 | 111.550     | 356.311     | 31,3        | 24         | 20         | 4          | 4.647                     |         | 6         | 5         | 13         |
| 2006 | 114.400     | 366.000     | 31,3        | 24         | 21         | 3          | 4.766                     |         | 5         | 19        | 14         |
| 2012 | 155.000     | 418.000     | 37,1        | 24         | 18         | 6          | 6.458                     |         | 13        | 19        | 10         |
| 2015 | 110.000     | 419.282     | 26,2        | 26         | 23         | 3          | 4.230                     |         | 3         | 15        | 14         |
| 2018 | 115.150     | 443.265     | 26,0        | 23         | 20         | 3          | 5.006                     |         | 3         | 1         | 12         |
| 2020 | 118.870     | 457.555     | 26,0        | 19         | 16         | 3          | 6.256                     |         | 3         | 10        | 14         |
| 2022 | 132.000     | 509.000     | 25,9        | 18         | 15         | 3          | 7.333                     |         | 3         |           | 14         |